# 로버트 리지웨이
로버트 리지웨이(Robert Ridgway, 1850년 7월 2일 – 1929년 3월 25일)는 계통분류학을 전문으로 하는 미국의 조류학자였다. 그는 1880년에 스미스소니언 협회의 총무였던 스펜서 풀러턴 베어드에 의해 미국 국립 박물관의 초대 상근 조류 학예사로 임명되었으며, 사망할 때까지 이 직책을 맡았다. 1883년에는 미국 조류학자 연합을 설립하는 데 기여했으며, 이 단체에서 임원이자 저널 편집자로 활동했다. 리지웨이는 탁월한 묘사 분류학자였으며, 그의 평생의 역작인 『북중미의 새들』(8권, 1901–1919)로 그의 학문적 성과를 완성했다. 그는 생전에 과학적으로 기재한 북미 조류 종의 수에 있어서는 타의 추종을 불허했다. 기술 삽화가로서 리지웨이는 자신의 그림과 윤곽 스케치를 사용하여 글을 보완했다. 그는 또한 조류 묘사를 위한 색상 이름을 체계화한 두 권의 책, 『박물학자를 위한 색상 명명법』(1886)과 『색상 표준 및 색상 명명법』(1912)을 출판했다. 전 세계의 조류학자들은 리지웨이의 색상 연구와 책들을 계속해서 인용하고 있다.

## 생애

### 어린 시절과 가족
리지웨이는 1850년 7월 2일 마운트카멀 (일리노이주)에서 데이비드와 헨리에타(본명 리드) 리지웨이 사이에서 태어났다. 그는 10남매 중 장남이었다. 그는 고향의 공립 학교에서 교육을 받았으며, 그곳에서 박물학에 대한 특별한 애정을 보였다. 아버지에게 받은 총으로 사냥을 하고, 살아있는 것을 그리는 등 자연을 탐구하려는 이러한 관심은 부모님, 삼촌 윌리엄, 그리고 숙모 패니 건의 격려를 받았다.
1871년에 그는 『북미 조류의 역사』의 조각가 중 한 명의 딸인 줄리아 에블린 퍼킨스를 만났다. "에비"로 알려지게 된 소녀와의 리지웨이의 연애는 그녀가 18세가 될 때까지 계속되었고, 그들은 1875년 10월 12일에 결혼했다.

### 조류학 훈련과 킹 탐험대
1864년, 13세의 리지웨이는 자신이 본 새의 식별에 대한 조언을 구하기 위해 특허청장에게 편지를 썼다. 그는 한 쌍의 보라색 되새로 밝혀진 새의 실제 크기 컬러 그림을 동봉했다. 그의 편지는 결국 스미스소니언 협회의 스펜서 풀러턴 베어드에게 전달되었다. 베어드는 새를 식별하고 소년의 예술적 재능을 칭찬했지만, 향후 서신에서 새의 과학적 이름을 배우고 사용하도록 주의를 주었다.
스승과 제자는 서신 교환을 계속했고, 이는 1867년 봄 리지웨이가 클래런스 킹의 제40도 평행선 측량의 박물학자로 임명되는 계기가 되었다. 워싱턴에서 연구용 가죽 표본을 만드는 방법을 배우는 짧고 집중적인 훈련을 마친 후, 리지웨이는 5월에 탐험대에 합류했다. 새크라멘토, 캘리포니아에서 시작하여, 팀은 네바다주, 유타 준주, 그리고 아이다호 준주의 일부를 탐험했다. 여행의 하이라이트는 네바다의 피라미드호에서의 정거장이었다. 1868년 가을, 재정 문제로 인해 팀원들이 축소되었지만, 리지웨이는 1869년에 유타에서 더 많은 작업을 위해 돌아왔다. 거의 2년간 지속된 이 사업에서 리지웨이는 1,522점의 조류 관련 표본(둥지와 알 753개, 가죽 표본 769개)을 수집했으며, 미국 서부의 4대 측량 중 하나에서 핵심 구성원으로 활동했다. 그는 262종을 관찰했으며, 이들 대부분은 시에라네바다산맥 (미국) 서쪽 경사면에 있었다. 그는 1872년까지 킹 보고서의 자신의 부분을 대부분 작성했지만, "조류학" 섹션은 1877년까지 출판되지 않았다.

### 워싱턴 시절

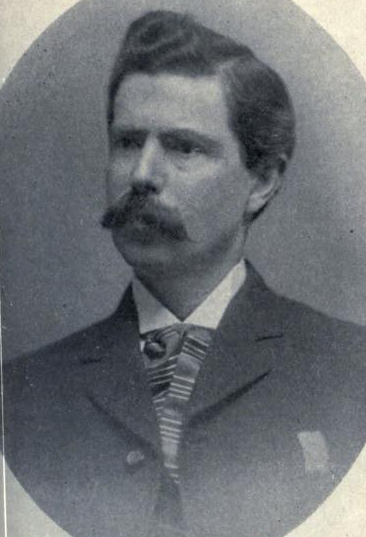
1903년 버드 로어에 실린 초상화

워싱턴으로 돌아온 리지웨이는 베어드와 토머스 메이오 브루어의 『북미 조류의 역사』 프로젝트를 위해 삽화를 그리고 글을 썼다. 그는 1874년 학예사 조지 브라운 구드의 감독 아래 스미스소니언에 공식적으로 합류했다. 1880년에는 학예사(조류학 또는 조류 부서) 직함을 받았고, 1886년부터 사망할 때까지 조류 학예사로 불렸다. 약 5만 점의 조류 표본 컬렉션으로 작업하며, 리지웨이는 북미 조류 종들 간의 분류학적 관계를 밝히는 데 전념했다. 또한 그는 새로운 표본을 수집하기 위해 일리노이주, 플로리다주, 기타 미국 주, 그리고 코스타리카 등 그의 고향을 여러 차례 방문하며 현장 작업을 계속했다. 스미스소니언은 다른 박물관들과 기증 또는 대출을 통해 연구용 표본을 교환했으며, 표본과 교환하여 호세 카스툴로 셀레돈과 같은 코스타리카 국립 박물관의 수집가들에게 자료와 출판물을 제공했다.
리지웨이는 명료하고 문학적이었으며, 수년 동안 조류 연구에서 스미스소니언의 대변인이자 대표자 역할을 했다. 그는 동료들과 일반 대중 모두의 박물관 방문을 환영했으며, 투어를 진행하기도 했다. 그의 책임 중 하나는 대중 전시물 조립이었다. 접근성을 위해 그는 책을 열람할 수 있도록 하고 인기 있는 박물학 책에 묘사된 새들의 예시를 전시했다. 또한 그는 북미에서는 발견되지 않는 나이팅게일과 같은 잘 알려진 시에 나오는 새들도 전시했다. 베어드가 자신에게 베푼 호의에 보답하여, 그는 대중의 편지에 응답하여 새들을 식별하고 캘리포니아의 화가에게 예술가 재료를 제공했다. 그럼에도 불구하고, 친구들과 동료들은 그를 거의 고통스러울 정도로 수줍어한다고 묘사했으며, 그는 일반적으로 홍보와 주목받는 것을 회피했다.
스미스소니언에서 리지웨이의 동료 중에는 1883년에 중요한 아시아 조류 컬렉션을 제공한 피에르 루이 주이가 있었다. 찰스 월리스 리치먼드는 1893년에 기관에 합류했고(처음에는 야간 경비원으로), 곧 리지웨이에 의해 리뷰와 기타 짧은 글을 쓰는 임무를 받았다. 새뮤얼 피어폰트 랭글리가 총무로 재직하는 동안, 리지웨이는 랭글리의 항공 연구를 도왔다. 그는 나그네알바트로스, 칠면조콘도르와 같은 종들과 다른 활공하는 새들의 날개하중과 기타 공기역학적 특성에 대한 계산을 제공했다.
1883년에 로버트 리지웨이는 미국 조류학자 연합 (AOU)의 창립 회원이었으며, 그 조직의 저널인 『오크』의 부편집장이 되었다. 그는 조직의 임원으로 봉사하도록 설득되었지만, 공개 회의에서 의장직을 맡을 필요가 없다는 조건하에 승낙했다. 그는 AOU의 부회장(1883년 9월 – 1891년 11월)으로 재직했으며, 회장(1898년 11월 – 1900년 11월)으로 재직했다.
19세기 후반에 과학 지식이 빠르게 확장되면서 북미 조류를 묘사하는 데 사용되는 명칭 체계를 재정비할 필요성이 그만큼 커졌다. 예를 들어, 1791년 윌리엄 바트람의 목록에서 할당된 특정 이름들은 이제 사용할 수 없게 되었다. 로버트 리지웨이는 1880년과 1881년에 두 가지 출판물로 이러한 필요성을 해결했고, 엘리엇 쿠스는 1882년에 경쟁적인 체크리스트를 출판했다. 리지웨이와 쿠스는 조엘 아사프 앨런, 윌리엄 브루스터, 헨리 W. 헨쇼와 함께 새로 설립된 AOU에 봉사하는 명명법 및 분류 위원회로 모여 다양한 시스템과 목록을 조정했다. 1886년에 위원회는 『북미 조류 명명법 및 체크리스트 코드』를 발표했는데, 이는 일관된 체크리스트이자 미래에 기재될 조류 명명을 위한 일련의 규칙이었다. 이 코드는 종 이름의 대문자 표기법에 대한 불일치를 해결했으며 현재의 제시 순서, 즉 물새를 먼저, 참새목을 마지막에 배치하는 순서를 확립했다. 이 핸드북의 몇 가지 혁신은 다른 동물학 분야에서도 채택되었고, 1905년 버전의 국제동물명명규약에 포함되었다.
위원회의 작업은 조류를 아종 수준에서 식별하고 세 부분으로 된 삼명명법을 사용하여 묘사하는 방식을 표준화하는 데 기여했다. 미국 조류학자들은 묘사 세부 사항을 열렬히 수용했지만, 당시 유럽 연구자들은 이를 채택하는 것을 꺼렸다. 리지웨이는 삼명명법의 열렬한 지지자였지만, 만년에는 그의 생각이 더 온건해졌다.

### 기타 소속
로버트 리지웨이는 런던 동물학회의 통신 회원이었다. 그는 데이븐포트(아이오와) 자연과학 아카데미, 뉴욕 과학원, 브루크빌(인디애나) 자연사 학회, 시카고 과학 아카데미와 관계를 맺었으며, 영국 조류학자 연합의 외국 회원이었다. 그는 1884년 빈에서 열린 제1회 국제 회의의 영구 조류학 위원회 위원이었다. 리지웨이는 또한 케임브리지 (매사추세츠주)의 넛톨 조류학 클럽의 명예 회원이었으며, 이 클럽의 게시판에 삽화와 48개의 기사를 기고했다.
시카고 (일리노이주)의 단명한 리지웨이 조류학 클럽(1883년경부터 1890년경까지 활동)은 리지웨이를 기려 이름 붙여졌으며, 그는 명예 회원이었다.
정식적인 고등 교육을 받지 않았음에도 불구하고, 리지웨이는 박물관이 불타버린 후 조류 표본을 제공한 것에 대한 감사의 표시로 1884년 인디애나 대학교에서 명예 석사 학위를 받았다. 그는 가르치는 직책이 없었음에도 불구하고 스미스소니언 연례 보고서와 직원 명부에 "교수"라는 직함으로 등재되었다.[a] 그는 특히 그의 고향인 일리노이주의 작가들에 의해 "리지웨이 박사"로 불리기도 한다. 엘라 딘의 프로필이 한 예시이다.

### 해리먼 탐험대

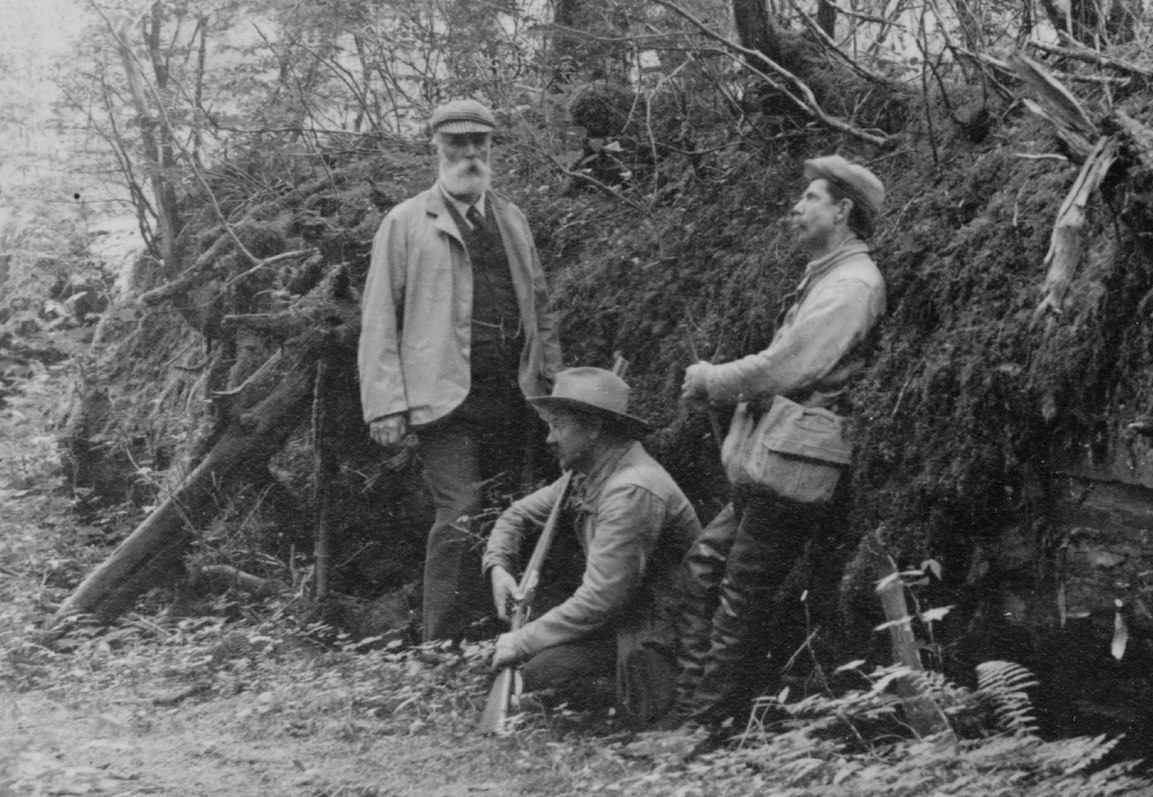
1899년 알래스카주 싯카 인디언 강을 따라 있는 숲에서 D. G. 엘리엇과 A. K. 피셔와 함께한 리지웨이 (오른쪽)

1899년, 로버트 리지웨이는 에드워드 헨리 해리먼과 함께 그의 유명한 해리먼 알래스카 탐험에 참여했다. 존 뮤어, 루이스 아가시스 푸에르테스, 존 버로스, 에드워드 S. 커티스 및 다수의 다른 과학자들과 예술가들이 알래스카주 해안선의 식물상과 동물상을 연구하기 위해 4개월간의 탐험을 떠났다. 그러나 이 여행은 리지웨이의 중요한 출판물을 낳지는 못했다.

### 다른 가족 구성원
로버트와 줄리아 리지웨이에게는 아들 한 명, 오두본 휠록 리지웨이(1877년 5월 15일 – 1901년 2월 22일)가 있었다. "오디"는 필드 자연사 박물관에서 조류학 분야에서 유망한 경력을 시작했으나, 치명적인 폐렴으로 인해 짧은 생을 마감했다.
로버트 리지웨이의 둘째 동생 존 리브제이 리지웨이 (1859년 2월 28일 – 1947년 12월 27일)는 미국 지질조사국, 스미스소니언, 캘리포니아 공과대학교, 로스앤젤레스 카운티 역사, 과학, 예술 박물관에서 수년 동안 일한 전국적으로 유명한 조류 삽화가였다. 두 형제는 종종 삽화 작업을 함께 했는데, 때로는 로버트가 그림을 그리고 존이 색칠을 하기도 했다.

### 만년과 사망

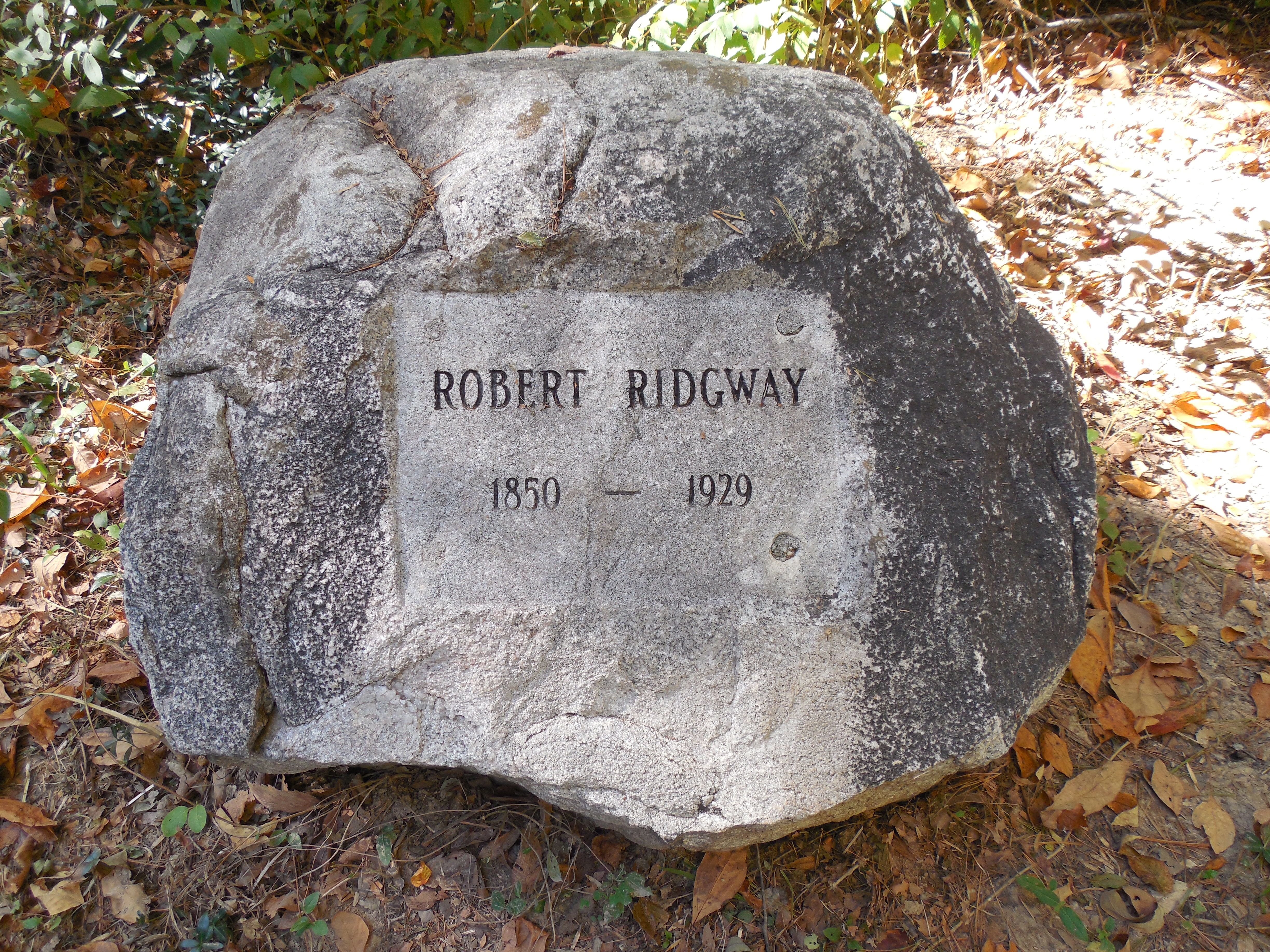
새 천국에 있는 로버트 리지웨이의 묘비

1913년 6월 초, 로버트 리지웨이와 그의 아내 줄리아("에비")는 육체적, 정신적 스트레스를 줄이고 『북중미의 새들』(8부 중 5부가 이미 출판됨)을 완성하기 위해 올니 (일리노이주)로 이주했다. 그들은 1906년에 구입한 8 에이커 (3.2 헥타르)의 땅에 새 집을 지었고, 그 땅에 자라는 두 그루의 큰 잎갈나무속 나무 때문에 그곳을 라르치마운드(Larchmound)라고 이름 붙였다. 리지웨이는 또한 시골에 위치한 18 에이커 (7.3 헥타르)의 땅을 구입하여 버드 헤이븐(Bird Haven)이라고 불렀는데, 이곳을 새들을 위한 사설 자연보전지역과 외래 식물을 재배하는 묘포로 개발했다. 조경과 정원 관리에 대한 그의 기술이 뛰어나 그 분야의 전문 지식에 대한 수요가 있었다. 버드 헤이븐은 현재 올니 시립 공원의 일부이다.
1927년 5월 24일 에비의 죽음은 로버트에게 큰 충격이었다. 로버트는 1929년 3월 25일 78세의 나이로 사망할 때까지 라르치마운드에 계속 살면서 사랑하는 나무와 관목을 돌보았다. 로버트는 줄리아의 유해가 뿌려진 버드 헤이븐에 묻혔다.

## 작품

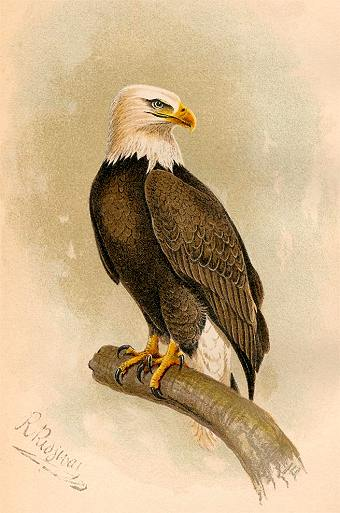
A. K. 피셔의 『미국 독수리와 올빼미가 농업과 관련하여 미치는 영향』(미국 농무부, 1893)에 실린 로버트 리지웨이 박사의 흰머리수리 크로몰리토그래프

로버트 리지웨이의 첫 출판물은 18세 때 물총새에 관한 기사였다. 그 후 60년 동안 그는 500개 이상의 제목과 13,000페이지 이상의 인쇄물을 출판했으며, 대부분이 북미 조류에 관한 것이었다.[b]
리지웨이는 브루어와 베어드와 함께 5권짜리 『북미 조류의 역사』(육상 조류에 관한 3권은 1874년에, 『북미 수조류』로 2권은 1884년에 출판됨)를 공동 작업했다. 당시 이 책은 북미 조류학에 대한 표준 작품으로 간주되었다. 리지웨이는 주로 육상 조류 권에 삽화를 기여했지만, 수조류 권의 대부분을 직접 집필했다.
리지웨이는 자신의 책과 다른 저자의 책에 전색 삽화를 제공했다. 그는 1870년대 후반에 예술적 기량의 절정에 달했다. 비록 그의 동시대인들(예를 들어 대니얼 지로 엘리엇) 중 일부가 더 예술적으로 만족스러운 그림을 그렸을지라도, 리지웨이의 그림은 가장 정확했다. 그의 전기 작가 대니얼 루이스의 말에 따르면, 리지웨이는 "이 나라에서 새의 색깔에 대한 가장 뛰어난 이해력을 가졌을 것"이었다.
1887년 『북미 조류 매뉴얼』 출판으로 로버트 리지웨이는 북미 대륙의 조류에 대해 알려진 모든 것을 상대적으로 간결한 642페이지와 464개의 윤곽선 그림으로 압축했다. 오늘날의 도감의 원형으로, 이 책은 큰 성공을 거두어 1896년에 2판이 나왔으며, 몬태규 챔벌레인은 이를 "실무 박물학자에게 우리가 가진 것 중 단연 최고"라고 묘사했다. 그럼에도 불구하고, 그 부피는 현장에서 사용하기에는 다루기 어려웠고, 식별 키는 야외 식별 특징이 아닌 새의 손 안의 특징에 의존했다. 해리 오버홀저는 삽화의 품질을 아름다움과 정확성 면에서 "거의 필적할 수 없고, 결코 능가할 수 없다"고 평가했다.
스티븐 앨프레드 포브스와 함께 그는 두 권짜리 『일리노이 조류학』을 집필했다. 리지웨이의 기고문은 1889년과 1895년에 두 부분으로 출판되었다. 리지웨이는 또한 자신이 살던 지역의 목본 식물에 관한 여러 논문을 출판했다. 그는 조지 버드 그리넬이 편집한 잡지 『포레스트 앤 스트림』에 20편의 짧은 글을 기고했다.

### 색상 관련 서적
로버트 리지웨이는 조류학자들이 새를 묘사하는 데 사용하는 색상 이름을 표준화하는 것을 목표로 한 두 권의 책을 출판했다. 첫 번째 책인 『박물학자를 위한 색상 명명법』은 1886년에 출판되었으며, 186가지 색상을 보여주는 비교적 작은 범위였다. 이 책은 당시 인기 있던 많은 주관적이고 인상적인 이름들을 없애고 간단한 분류 체계를 제안했다.
리지웨이는 이 작업을 개선하고 확장하려고 노력했다. 1898년까지 그는 새로운 확장된 색상 사전 출판에 대해 랭글리 장관과 논의 중이었는데, 이 사전은 스미스소니언에서 출판(또는 최소한 지원)할 예정이었다. 자문 위원회가 구성되었고, 과학 삽화가 윌리엄 헨리 홈스가 의장을 맡고 리처드 래스번(새로 임명된 차관보)이 다섯 명의 위원 중 한 명이었다. 교육용 색상환을 고안한 어린이 게임 발명가 밀턴 브래들리가 프로젝트에 자문 역할을 했다. 랭글리는 목록화될 색상에 대한 스펙트럼 정보를 포함하는 것이 중요하다고 생각했고, 물리학자이자 색상 이론가인 오그덴 루드를 이 책의 공동 편집자로 제안했다. 그러나 1901년에 프로젝트의 상업적 응용에 대한 위원회의 광범위한 비전과 박물학자를 위한 참고 서적이라는 리지웨이의 좁은 목표 사이의 갈등으로 리지웨이와 스미스소니언의 협력은 끝이 났다.
리지웨이는 1912년에 『색상 표준 및 색상 명명법』을 직접 출판했는데, 이 작업은 그의 친구이자 동료인 셀레돈의 대출금으로 부분적으로 자금을 조달했다. 이 책은 리지웨이가 사망한 후 수십 년 동안 조류학자들뿐만 아니라 균학, 우취, 착색제와 같이 광범위한 분야의 전문가들에게 표준 참고 자료가 되었다. 이 책은 1,115가지 색상을 명명했으며, 53장의 판화에 재현된 채색된 샘플로 이를 설명했다. 인쇄본 전체에 걸쳐 색상 재현의 일관성을 보장하고 퇴색을 방지하기 위해 특별한 주의를 기울였다. 색상 샘플은 A. Hoen & Co.에서 큰 시트로 인쇄되어 1인치 x 1.5인치 조각으로 잘라 각 제본된 책에 붙여졌다.
책의 서문에서 리지웨이는 그의 동생 존, 셀레돈, 조류학자 존 새이어를 포함한 많은 이들의 도움에 감사를 표했다. 천 가지가 넘는 색상에 이름을 붙여야 했기 때문에 리지웨이는 '용의 피 붉은색'이나 플레로마 푸른색과 같은 상상력이 풍부한 자신만의 식별자들을 고안했다. 그는 또한 루드(루드의 라벤더와 같은 색상들), 브래들리(브래들리의 푸른색), 도감의 선구자 프랭크 채프먼, 수채화가 새뮤얼 프라우트 등 동료들에게도 경의를 표했다.

### 새로운 형태의 기술
리지웨이의 작업물 중 상당수는 새로운 조류 형태(새로운 속, 종, 아종)에 대한 공식적인 과학적 기술로 구성되었으며, 이들 중 다수는 중남미 고유종이었다. 이들 논문 중 다수는 단일 분류군을 다루는 짧은 보고서였지만, 그는 단일 출판물에서 수십 개의 새로운 형태를 기술하기도 했다. 예를 들어 갈라파고스 제도의 22종을 기술한 논문이나 그의 『북미 조류 매뉴얼』(4개의 새로운 속, 39개의 새로운 종 및 아종)과 같은 경우이다. 후속 연구에서 조류 분류가 개정되면서 리지웨이가 기술한 모든 형태가 구별되는 것으로 인정되지는 않지만, 그의 공헌은 여전히 상당하다. 생전에 그 어떤 조류학자도 리지웨이보다 더 많은 새로운 아메리카 조류 분류군을 기술하지 못했다.
리지웨이가 기술하고 명명한 형태의 대부분은 미국 외 지역에서 왔지만, 한 예외는 1881년 이전에 뉴욕의 캐츠킬산맥에서 처음 채집된 새로운 분류군을 식별한 경우이다. 이 지역은 이미 조류학자들에게 잘 알려진 지역이었다. 유진 빅넬이 채집한 두 개의 표본을 바탕으로 리지웨이는 빅넬개똥지빠귀를 회색뺨개똥지빠귀의 아종으로 기술하고 빅넬의 이름을 따서 명명했다. 뉴잉글랜드와 캐나다 남부에서 번식하는 이 새는 이후 별개의 종으로 인정되었다.
1888년에 수집된 표본을 바탕으로 리지웨이는 후드흉내지빠귀, 에스파뇰라 선인장핀치, Geospiza conirostris, 그리고 중간 나무핀치를 처음으로 기술했는데, 이들 모두 갈라파고스 제도의 고유종이다. 후자의 두 종은 찰스 다윈의 진화와 신종 출현에 대한 추론에 영향을 미쳤다는 점에서 중요한, 이른바 다윈의 핀치 그룹에 속하는 풍금조류이다.

### 북중미의 새들
로버트 리지웨이의 경력을 정점으로 찍은 조류 계통분류학에 관한 작품은 1901년부터 1950년 사이에 스미스소니언이 11권으로 출판한 방대한 6,000페이지 분량의 『북중미의 새들』이었다. 그는 1894년 구드의 지시에 따라 이 작업을 시작했다. 이 작업의 주요 목표는 당시 과학 문헌에서 이름 지정 및 분류 문제를 해결하고 동의어를 식별하는 것이었다. 건조하고 엄격하며 기술적으로 상세한 언어를 사용하여, 이 책은 일반 독자층에게는 접근하기 어려운 것으로 여겨졌다. 『매뉴얼』(그리고 베어드의 이전 『아메리카 조류 검토』)의 패턴을 이어받아, 각 권에는 속별 특징에 대한 새겨진 윤곽선 그림의 부록이 실렸다.
리지웨이는 1919년에 이 작품의 여덟 번째 판인 『회보 50』을 출판했다. 그는 두 권을 더 계획하며 프로젝트를 계속 작업했지만, 1929년 사망 당시에는 미완성 상태였다. 리지웨이의 계획을 따르되 직접 집필한 스미스소니언의 허버트 프리드만이 마지막 세 권을 완성했다.
『북중미의 새들』과 『색상 표준 및 색상 명명법』은 상호 보완적인 작품이며, 실제로 리지웨이는 20세기 첫 10년 동안 이 두 프로젝트에 시간을 할애했다. 그는 『회보 50』 전반에 걸쳐 자신의 색상 용어를 광범위하게 사용했다.

## 유산과 인정
스펜서 풀러턴 베어드와 그의 추종자들은 정확한 묘사, 문헌을 통한 추적 가능성, 경험적 증거(즉, 수많은 표본)의 축적, 그리고 사실에서 도출된 추론을 강조했다. 이는 당시의 이른바 "유럽 학파"가 개인적인 권위에 의존했던 것과 대조된다. 해리스는 로버트 리지웨이와 그의 『북중미의 새들』을 조류 연구의 "베어드 학파"의 정점으로 평가한다. 그러나 20세기 전환기에 조류학이 새의 행동, 생식 전략, 그리고 살아있는 유기체의 다른 측면에 초점을 맞추기 시작하면서 리지웨이는 후대 동료들이 이룬 진보에 뒤쳐졌다. 역설적이게도, 압도적인 『회보 50』이 너무나 권위적이어서 수년 동안 새로운 출판물로 대체될 수 없었다. 따라서 계통분류학은 조류 연구 수단으로서 중요성이 떨어졌다.
리지웨이를 기려 명명된 새로는 황갈색목기러기, Caprimulgus ridgwayi (한때 리지웨이의 휩-푸어-윌로 알려짐); 청록색 코팅가, Cotinga ridgwayi; 카리브 제도 물수리의 아종, Pandion haliaetus ridgwayi; 빅 아일랜드의 ʻelepaio 아종, Chasiempis sandwichensis ridgwayi; 리지웨이말똥가리, Buteo ridgwayi; 리지웨이뜸부기, Rallus obsoletus; 주니퍼 티트머스, Baeolophus ridgwayi; 및 기타 많은 종과 아종이 있다. 단형 속 리지웨이아는 그를 기려 명명되었으며, 아즈텍 아메리카찌르레기, R. pinicola로 구성된다.
1919년, 리지웨이는 그의 『북중미의 새들』로 국립 과학원으로부터 대니얼 지로 엘리엇 메달을 수상했다. 아카데미는 1926년에 그를 회원으로 선출했다. 1921년, 그는 서반구 조류에 대한 "뛰어난 업적"을 인정하는 AOU의 윌리엄 브루스터 기념상을 처음으로 수상했다.
미국 조류학회는 현장 조류학 문학에서 전문적인 업적을 인정하는 로버트 리지웨이 현장 조류학 출판물상을 제정했다.

## 선택된 출판물
- Ridgway, Robert.  1869 (March).  "The Belted Kingfisher Again," American Naturalist 3(1):53–54.  2013년 1월 28일 검색됨.
- Ridgway, Robert.  1870.  "A New Classification of the North American Falconidae, with Descriptions of Three New Species."  Proceedings of the Academy of Natural Sciences of Philadelphia 22: 138–150.  2013년 1월 15일 검색됨.
- Ridgway, Robert.  1872 (December).  "On the Relation between Color and Geographical Distribution in Birds, as Exhibited in Melanism and Hyperchromism." (part 1 of 2) American Journal of Science, 3rd ser., 4(24): 454–460.  2013년 1월 21일 검색됨.
- Ridgway, Robert.  1873 (September).  "On the Relation between Color and Geographical Distribution in Birds, as Exhibited in Melanism and Hyperchromism."  (part 2 of 2)  American Journal of Science, 3rd ser., 5(25): 39–43.  2013년 1월 21일 검색됨.
- Baird, S.F., T.M. Brewer, and R. Ridgway.  1874.  A History of North American Birds: Land Birds.  Little, Brown, Boston.  Volume I, 596 pp.; Volume II, 590 pp.; Volume III, 560 pp.  2013년 1월 14일 검색됨.  같은 해 출판된 특별판 50부에는 리지웨이가 손으로 채색한 36개의 판화가 포함되어 있었다.[111]
- Ridgway, Robert.  1877.  "Ornithology." Volume IV, part III, pp. 303–669, of King, Clarence, Report of the Geological Exploration of the Fortieth Parallel.  U.S. Government Printing Office, Washington, D.C.  2013년 1월 3일 검색됨.
- Ridgway, Robert.  1880 (September).  "A Catalogue of the Birds of North America," Proceedings of the United States National Museum. 3: 163–246.  2013년 11월 19일 검색됨.
- Ridgway, Robert.  1881.  "Nomenclature of North American Birds Chiefly Contained in the United States National Museum,"  Bulletin of the U.S. National Museum 21:1–94.
- Ridgway, Robert. 1882. "Description of Two New Thrushes from the United States."  Proceedings of the United States National Museum 4: 374–379.  2013년 1월 15일 검색됨.  빅넬개똥지빠귀에 대한 설명, Hylocichla aliciæ bicknelli로.
- Baird, S.F., T.M. Brewer, and R. Ridgway.  1884. The Water Birds of North America.  Little, Brown, Boston.  Volume I, 537 pp.; Volume II, 552 pp.  2013년 1월 14일 검색됨.
- American Ornithologists' Union.  1886.  The Code of Nomenclature and Check-List of North American Birds.  New York.  2013년 1월 28일 검색됨.  위원: 엘리엇 쿠스, J.A. 앨런, 로버트 리지웨이, 윌리엄 브루스터, H.W. 헨쇼.
- Ridgway, Robert.  1886.  A Nomenclature of Colors for Naturalists, and Compendium of Useful Knowledge for Ornithologists. Little, Brown, Boston.  129 pp. 10 colored plates and 7 plates of outline illustrations.  2013년 1월 4일 검색됨.
- Ridgway, Robert.  1887.  A Manual of North American Birds, Illustrated by 464 Outline Drawings of the Generic Characters.  J.B. Lippincott, Philadelphia.  631 pp.  2013년 1월 14일 검색됨.
- Ridgway, Robert.  1889.  "A Descriptive Catalog of the Birds of Illinois," part I of Ridgway, Robert, and Forbes, S.A., The Ornithology of Illinois.  State Laboratory of Natural History, Springfield, Ill.  Volume I of part I.  2013년 1월 22일 검색됨.
- Ridgway, Robert.  1890 (February). "Scientific Results of Explorations by the U. S. Fish Commission Steamer Albatross, No. I: Birds Collected on the Galapagos Islands in 1888." Proceedings of the United States National Museum 12(767): 101–128.  2013년 3월 11일 검색됨.
- Ridgway, Robert.  1891.  "Directions for Collecting Birds."  Bulletin of the United States National Museum 39A: 1–27.  2013년 3월 19일 검색됨.
- Ridgway, Robert.  1892.  "The Humming Birds."  Report of the National Museum for 1890: 253–383.  2013년 1월 21일 검색됨.
- Ridgway, Robert. 1894 (November). "Descriptions of Twenty-Two New Species from the Galapagos Islands."  Proceedings of the United States National Museum 17(1007): 357–370.  2013년 1월 22일 검색됨.
- Ridgway, Robert.  1895.  "A Descriptive Catalog of the Birds of Illinois," part I of Ridgway, Robert, and Forbes, S.A., The Ornithology of Illinois.  State Laboratory of Natural History, Springfield, Ill. Volume II of part I.  2013년 1월 22일 검색됨.
- Ridgway, Robert. 1897 (March). "Birds of the Galapagos Archipelago."  Proceedings of the United States National Museum 19(1119): 459–670.  2013년 1월 21일 검색됨.
- Ridgway, Robert.  1901 (October).  The Birds of North and Middle America.  A Descriptive Catalogue of the Higher Groups, Genera, Species, and Subspecies of Birds Known to Occur in North America, from the Arctic Islands to the Isthmus of Panama, the West Indies and Other Islands of the Caribbean Sea, and the Galapagos Archipelago.  No. 50, Part I.  U.S. National Museum, Washington, D.C.  745 pp.  2013년 1월 12일 검색됨.
- Ridgway, Robert.  1902 (October).  The Birds of North and Middle America.  No. 50, Part II.  U.S. National Museum, Washington, D.C.  854 pp.  2013년 1월 12일 검색됨.
- Ridgway, Robert.  1904 (December).  The Birds of North and Middle America.  No. 50, Part III.  U.S. National Museum, Washington, D.C.  840 pp.  2013년 1월 12일 검색됨.
- Ridgway, Robert.  1907 (July).  The Birds of North and Middle America.  No. 50, Part IV.  U.S. National Museum, Washington, D.C.  1029 pp.
- Ridgway, Robert.  1911 (November).  The Birds of North and Middle America.  No. 50, Part V.  U.S. National Museum, Washington, D.C.  892 pp.  2013년 1월 12일 검색됨.
- Ridgway, Robert.  1912.  Color Standards and Color Nomenclature. Washington, D.C.  44 pp. 53 colored plates. 2013년 1월 4일 검색됨.
- Ridgway, Robert.  1914 (April).  The Birds of North and Middle America.  No. 50, Part VI.  U.S. National Museum, Washington, D.C.  902 pp.  2013년 1월 12일 검색됨.
- Ridgway, Robert.  1916 (May).  The Birds of North and Middle America.  No. 50, Part VII.  U.S. National Museum, Washington, D.C.  556 pp.  2013년 1월 12일 검색됨.
- Ridgway, Robert.  1919 (June).  The Birds of North and Middle America.  No. 50, Part VIII.  U.S. National Museum, Washington, D.C.  868 pp.  2013년 1월 12일 검색됨.
- Ridgway, Robert.  1923 (April).  "A Plea for Caution in the Use of Trinomials." The Auk 40(2): 375–376.  2013년 1월 28일 검색됨.

틀:Botanist

## 참고 문헌
- Barrow, Mark V. (1998). 《A Passion for Birds: American Ornithology after Audubon》. Princeton, NJ: Princeton University Press. ISBN 9780691044026.
- Harris, Harry (January–February 1928). 《Robert Ridgway, with a Bibliography of His Published Writings and Fifty Illustrations》 (PDF). 《The Condor》 30. 5–118쪽. doi:10.2307/1362947. JSTOR 1362947. 2012년 11월 12일에 확인함.
- Lewis, Daniel (2012). 《The Feathery Tribe: Robert Ridgway and the Modern Study of Birds》. New Haven, CT: Yale University Press. ISBN 9780300175523. 2019년 4월 1일에 확인함.
- Oberholser, Harry C. (April 1933). 《Robert Ridgway: A Memorial Appreciation》 (PDF). 《The Auk》 50. 159–169쪽. doi:10.2307/4076862. JSTOR 4076862. 2012년 12월 13일에 확인함.
- Wetmore, Alexander (1931). 《Biographical Memoir of Robert Ridgway, 1850–1929》 (PDF). 《Biographical Memoirs》 15 (National Academy of Sciences of the United States of America). 57–101쪽. 2019년 4월 1일에 확인함.